# Gare de Viviers-du-Lac
Gare de Viviers-du-Lac vasútállomás Franciaországban, Viviers-du-Lac településen.

## Vasútvonalak
Az állomást az alábbi vasútvonalak érintik:
- Culoz–Modane-vasútvonal

## Kapcsolódó állomások
A vasútállomáshoz az alábbi állomások vannak a legközelebb:
- Gare de Chambéry - Challes-les-Eaux
- Gare d’Aix-les-Bains-Le Revard